# Asplenium akaishiense
Asplenium akaishiense är en svartbräkenväxtart som beskrevs av Yoshihito Otsuka. Asplenium akaishiense ingår i släktet Asplenium och familjen Aspleniaceae. Inga underarter finns listade.